# Ulrike Meyfarth
Ulrike Meyfarth (Frankfurt del Main, Alemanya Occidental, 4 de maig de 1956) és una atleta alemanya, ja retirada. Durant la seva carrera com a saltadora d'alçada va guanyar l'or als Jocs Olímpics de 1972 i 1984.

## Biografia
Va néixer el 4 de maig de 1956 a la ciutat de Frankfurt del Main, població situada a l'estat de Hessen, que en aquells moments formava part de l'Alemanya Occidental (RFA) i que avui dia forma part d'Alemanya.

## Carrera esportiva
Va participar, als 16 anys, en els Jocs Olímpics d'Estiu de 1972 realitzats a Múnic (Alemanya Occidental) on, contra tot pronòstic, aconseguí guanyar la medalla d'or en la competició femenina de salt d'alçada derrotant les favorites Yordanka Blagoeva i Ilona Gusenbauer, aconseguint així mateix igualar el rècord del món (1,92 metres), que estava en poder de l'austríaca Gusenbauer.
Convertida en un ídol en el seu país, en els anys següents no realitzà grans marques i en el Campionat d'Europa de 1974 celebrat a Roma (Itàlia) només va poder finalitzar setena amb una marca de 1.83 metres. L'any 1975 tornà a igualar la seva millor marca de 1972, però en els Jocs Olímpics d'Estiu de 1976 realitzats a Mont-real (Canadà) fou eliminada en la fase classificatòria.
L'any 1978 aconseguí superar la seva millor marca establint una marca personal de 1,95 metres en el Campionat Nacional de la RFA, però en els Europeus d'aquell any celebrats a Praga (Txecoslovàquia) únicament fou cinquena.
Absent dels Jocs Olímpics d'estiu de 1980 realitzats a Moscou (Unió Soviètica) a conseqüència del boicot polític organitzat pel seu país, l'any 1981 aconseguí guanyar la Copa del Món amb un salt d'1,96 metres. El 1982 va assolir per primera vegada el títol de Campiona d'Europa en pista coberta i a l'estiu el de Campiona d'Europa a l'aire lliure a Atenes (Grècia), on va fer un salt espectacular de 2,02 metres, que significava un nou rècord del món per a ella, deu anys després d'haver aconseguit el primer.
En el primer Campionat del Món d'atletisme realitzat el 1983 a Hèlsinki (Finlàndia) Meyfarth s'enfrontà a la soviètica Tamara Bykova, i quedà en segona posició per darrere de la soviètica. Uns dies després en una competició realitzada a Londres (Regne Unit) Meyfarth aconseguí establir un nou rècord del món amb 2,03 metres, si bé posteriorment Bykova el deixà en 2,04 metres.
Va participar en els Jocs Olímpics d'Estiu de 1984 realitzats a Los Angeles (Estats Units) i, gràcies a l'absència de Bykova novament per boicot polític, aconseguí novament el títol olímpic dotze anys després, rivalitzant amb la italiana Sara Simeoni. En acabar aquesta competició decidí reitar-se de la competició activa.